# Albert Schlick

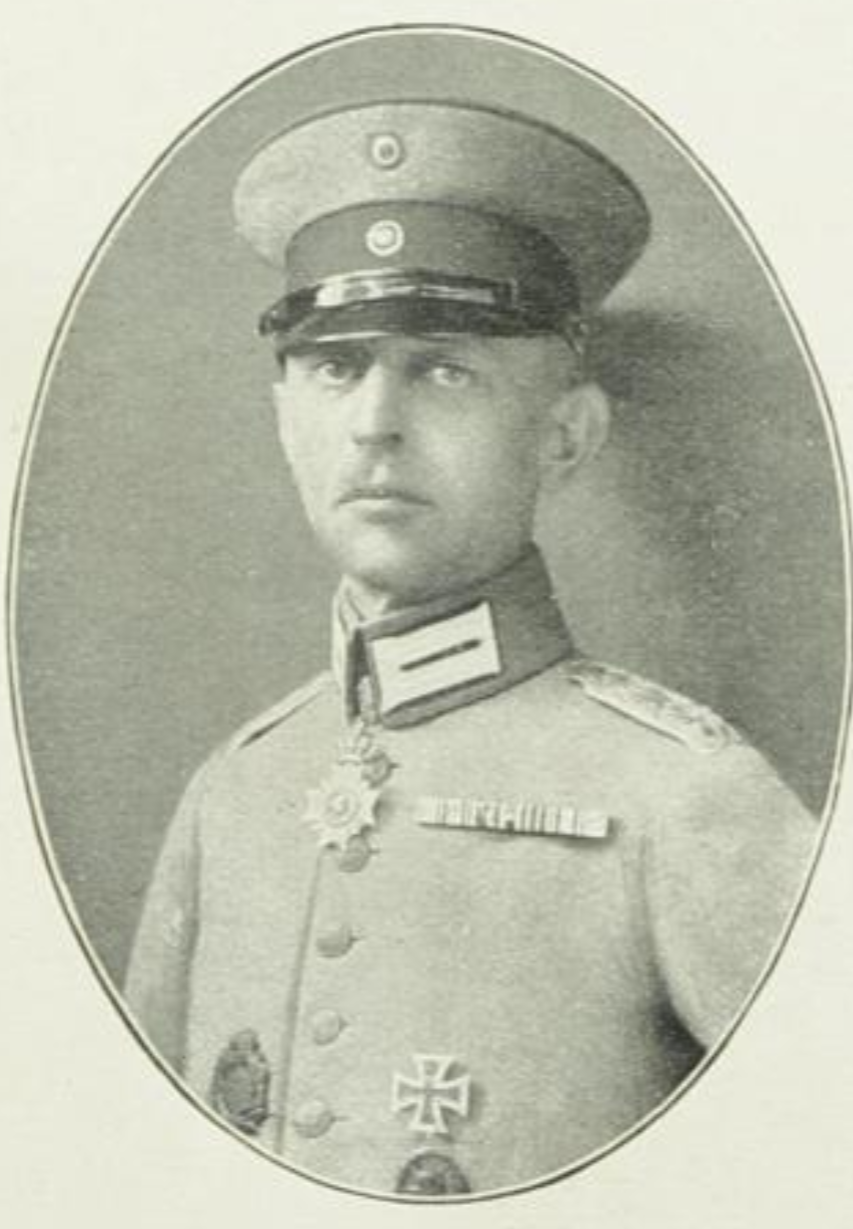
Albert Schlick

Paul Albert Schlick (* 18. August 1866 in Dresden; † 15. Mai 1939 ebenda) war ein sächsischer Offizier, Kommandeur des Militär-St.-Heinrichs-Ordens und in Abwesenheit verurteilter Kriegsverbrecher bezüglich des Massakers von Dinant.

## Leben
Albert Schlick war Sohn des Oberst der sächsischen Armee, Paul Alfred Schlick, welcher sich als Bataillonskommandeur im Deutsch-Französischen Krieg auszeichnete.
Albert Schlick besuchte das Königliche Gymnasium zu Dresden-Neustadt und entschied sich wie sein Vater für eine militärische Laufbahn. Er trat am 1. April 1886 als Avantageur in das Schützen-(Füsilier-)Regiment „Prinz Georg“ (Königlich Sächsisches) Nr. 108 ein und wurde dort am 24. März 1887 zum Fähnrich ernannt. Am 19. Januar 1888 wurde er zum Leutnant befördert und durchlief in den folgenden Jahren eine typische Militärlaufbahn, wobei er 1892/93 als Bataillonsadjutant im Regiment wirkte und noch am 18. September 1893 zum Oberleutnant befördert wurde. Nach weiteren Jahren im Regiment wurde er am 19. Juni 1900 unter Versetzung in das 11. Königlich Sächsische Infanterie-Regiment Nr. 139 zum Hauptmann und Kompaniechef befördert. Er diente vom 6. Juli 1903 bis zum 13. Juni 1906 bei der Ostasiatischen Besetzungs-Brigade (1. Ostasiatisches Infanterie-Regiment) und wurde nach Rückkehr dem 1. (Leib-)Grenadier-Regiment Nr. 100 aggregiert. Am 17. August desselben Jahres wurde er zum Kompaniechef in diesem Regiment ernannt. Unter Beförderung zum Major am 20. März 1911 wurde er Adjutant der 32. Division (3. Königlich Sächsische) unter Generalleutnant Alexander von Larisch. Er kehrte nach mehrjähriger Verwendung schließlich als etatsmäßiger Stabsoffizier in das 1. (Leib-)Grenadier-Regiment Nr. 100 zurück. Er wurde vom späteren Schriftsteller Ludwig Renn, der während dieser Zeit ihm unterstellt war, als guter und liebenswürdiger Gesellschafter beschrieben. Er diente noch bis 1914 in dieser Eigenschaft und wurde als Bataillonskommandeur des I. Bataillons in das 2. Grenadier-Regiment Nr. 101 „Kaiser Wilhelm, König von Preußen“ versetzt.
Nach Ausbruch des Ersten Weltkrieges rückte er mit seinem Verband an die Westfront und kam nach einigen Wochen nach Beginn des deutschen Einmarsches in Belgien in der südbelgischen Stadt Dinant an. Er kam mit seinem Bataillon, dem Rest des Regiments und der Pionier-Kompanie Nr. 3 im nahegelegenen Dorf Les Rivages um eine Pontonbrücke über die Maas zu bauen. Während der Bauarbeiten wurden mehrere Soldaten durch anhaltendes Feuer getötet, wobei der belgischen Zivilbevölkerung die Schuld gegeben wurde. Es kam schließlich zu Massenerschießungen im Dorf, wobei insgesamt 77 Zivilisten erschossen wurden. Der Soldat Paul Reime beschrieb dieses Geschehen:

„Ich blicke mich um: entsetzlicher Anblick! Ein Menschenklumpen ballt sich, stürzt und zuckt… Schreie von Kindern und Frauen … die zweite Salve … ein wilder Knäuel wälzt sich am Boden. Ich sehe die noch Lebenden sich hinter Sterbenden verkriechen und wende mich ab.“

Schlick ordnete diesen Befehl an, da er in der Annahme war, dass die festgenommenen Zivilisten geschossen hätten, und gab deshalb die Massenerschießung zu, ohne sich mit seinem Kommandeur, Oberst Johann Meister, zu verständigen. Ein Hauptmann d’Elsa wollte die Hinrichtungen vermeiden, scheiterte aber. Schlick gab selber später zu:

„… auf die Zivilisten, die dort schon am Boden lagen, aber anscheinend noch nicht tot waren, zu schießen […] um ihnen sozusagen den Gnadenschuß geben zu lassen.“

Im Oktober 1914 wurde er mit dem Eisernen Kreuz ausgezeichnet. Im Jahr 1915 wurde er unter Beförderung zum Oberstleutnant zum Regimentskommandeur des Königlich-Sächsischen Infanterie-Regiment Nr. 351 ernannt. Im Jahr 1916 wurde er als Nachfolger von Heinrich von Zeschau zum Regimentskommandeur des Infanterie-Regiment „König Ludwig III. von Bayern“ (3. Königlich Sächsisches) Nr. 102 ernannt. Im Dezember desselben Jahres erhielt er vom bayerischen Prinzen Leopold von Bayern ein Glückwunschstelegramm. Er nahm mit seinem Regiment an der Dritten Flandernschlacht teil, wo er sich bei Ypern besonders auszeichnen konnte. Er leitete persönlich die Verteidigung und den anschließenden Sturm auf den Westrand des Herenthageparks und wurde deshalb am 1. November 1917 mit dem Ritterkreuz des Militär-St.-Heinrichs-Ordens ausgezeichnet. Er beteiligte sich mit seinem Regiment an der deutschen Frühjahrsoffensive und konnte im April 1918 zahlreiche feindliche Stellungen ein. Er zeichnete sich dabei bei der Erstürmung des Liller Berg aus, der für die Eroberung von Bailleul deutlich wichtig war. Er wurde für erneute Verdienste am 7. Mai 1918 mit dem Kommandeurkreuz II. Klasse des Militär-St.-Heinrichs-Ordens ausgezeichnet. Im Jahr 1918 wurde er zum Oberst befördert. Nachdem er das Regimentskommando 1918 an Major Baumfelder abgab, wurde er im September desselben Jahres zu den Offizieren von der Armee versetzt und der stellvertretenden 45. Infanterie-Brigade zugeteilt. Im Dezember desselben Jahres wurde er erneut Regimentskommandeur des 102er-Regiments. Als Garnisonsältester von Zittau wurde er im April 1919 vom Generalkommando 12 mit Festsetzung näherer Bestimmungen zu dem Belagerungszustand und deren Durchführung für die Amtshauptmannschaft Zittau beauftragt und wurde noch im selben Jahr zur Disposition gestellt.
In der Nachkriegszeit wohnte er in der Holbeinstraße 141 in Dresden-Striesen. Er war mit Anna Damm verheiratet. Im Jahr 1925 wurde er durch ein belgisches Kriegsgericht wegen seiner Beteiligung am Massaker von Dinant in contumaciam zum Tode verurteilt.